# Liste der Hochschulen in Brasilien

Die Bundesstaaten Brasiliens

Diese Liste führt die brasilianischen Hochschulen nach Bundesstaaten geordnet auf. Die älteste Universität Brasiliens ist die 1912 gegründete Universidade Federal do Paraná.

## Acre
- Universidade Federal do Acre (UFAC, Rio Branco)
- Instituto Federal de Educação, Ciência e Tecnologia do Acre (IFAC, Rio Branco)

## Alagoas
- Universidade Federal de Alagoas (UFAL, Maceió)

## Amapá
- Universidade Federal do Amapá (UNIFAP, Macapá)

## Amazonas
- Universidade Federal do Amazonas (Manaus)
- Universidade do Estado do Amazonas (UEA)

## Bahia
- Instituto Federal de Educação, Ciência e Tecnologia da Bahia (IFBA, Salvador da Bahia; Übersetzung: Bundesinstitut für Bildung, Wissenschaft und Technologie in Bahia – entspricht in etwa einer Technischen Hochschule)
- Universidade Federal da Bahia (UFBA, Salvador da Bahia)
- Universidade Estadual de Feira de Santana (UEFS)
- Universidade Estadual da Bahia  (UNEB)
- Universidade Salvador (UNIFACS)
- Universidade Católica do Salvador (UCSal, Salvador da Bahia)

## Ceará
- Universidade de Fortaleza (UniFor, Fortaleza)
- Universidade Federal do Ceará (UFCE, Fortaleza)
- Universidade Estadual do Ceará (UECe, Fortaleza)
- Universidade do Vale do Acaraú (Uva)
- Universidade Regional do Cariri (URCA, Crato)[1]

## Distrito Federal
- Universidade Católica de Brasília (UCB, Brasília)
- Universidade de Brasília (UnB, Brasília)

## Espírito Santo
- Universidade Federal do Espírito Santo (UFES, Vitória)

## Goiás
- Instituto Federal de Educação, Ciência e Tecnologia de Goiás – IFG (Übersetzung: Bundesinstitut für Bildung, Wissenschaft und Technologie in Goiás – entspricht in etwa einer Technischen Hochschule)
- Universidade Federal de Goiás (UFG)

## Maranhão
- Universidade Federal do Maranhão (UFMA)

## Mato Grosso
- Universidade Federal de Mato Grosso (UFMT)

## Mato Grosso do Sul
- Universidade Federal de Mato Grosso do Sul (UFMS, Campo Grande)

## Minas Gerais
- Pontifícia Universidade Católica de Minas Gerais (PUC-Minas, Belo Horizonte)
- Universidade Federal de Itajubá (UNIFEI)
- Universidade Federal de Juiz de Fora (UFJF, Juiz de Fora)
- Universidade Federal de Minas Gerais (UFMG, Belo Horizonte)
- Universidade Federal de São João del Rei (UFSJ, São João del Rei)
- Universidade Federal de Ouro Preto (UFOP, Ouro Preto)
- Universidade Federal de Uberlândia (UFU, Uberlândia)
- Universidade Federal de Varginha (UFV)
- Universidade Federal de Viçosa (UFV, Viçosa)
- Universidade do Estado de Minas Gerais (UEMG)
- Universidade Estadual de Montes Claros (Unimontes)

## Pará
- Universidade do Estado do Pará (UEPA)
- Universidade da Amazônia (UNAMA)
- Universidade Federal do Pará (UFPA)
- Universidade Federal do Oeste do Pará (UFOPA)
- Universidade Federal Rural da Amazônia (UFRA)

## Paraíba
- Universidade Federal da Paraíba (UFPB, João Pessoa, Bananeiras, Areia) «www.ufpb.br»
- Universidade Estadual da Paraíba (Campina Grande, João Pessoa, Catolé do Rocha, Patos)
- Universidade Federal de Campina Grande (Campina Grande, Patos, Cajazeiras, Souza, Cuité)«www.ufcg.edu.br»

## Paraná
- Universidade Federal do Paraná (UFPR, Curitiba)
- Universidade Tecnológica Federal do Paraná (UTFPR)
- Pontifícia Universidade Católica do Paraná (PUC-PR)
- Universidade Estadual do Centro-Oeste do Paraná (UNICENTRO)
- Universidade Estadual do Oeste do Paraná (UNIOESTE)
- Universidade Estadual de Londrina (UEL, Londrina)
- Universidade Estadual de Maringá (UEM)
- Universidade Estadual de Ponta Grossa (UEPG)
- Universidade Tuiuti do Paraná (UTP)

## Pernambuco
- Universidade Católica de Pernambuco (UniCaP, Recife)
- Universidade Federal de Pernambuco (UFPE, Recife)
- Universidade Federal Rural de Pernambuco (UFRPE, Recife)
- Universidade de Pernambuco (UPE)
- Faculdade Maurício de Nassau (Recife)

## Piauí
- Universidade Federal do Piauí (UFPI, Teresina)

## Rio de Janeiro
- Universidade Federal do Estado do Rio de Janeiro (UNIRIO, Rio de Janeiro)
- Pontifícia Universidade Católica do Rio de Janeiro (PUC-Rio, Rio de Janeiro)
- Universidade Castelo Branco (Rio de Janeiro)
- Universidade do Estado do Rio de Janeiro (UERJ, Rio de Janeiro)
- Universidade Estácio de Sá (Estácio)
- Universidade Estadual do Norte Fluminense (UENF)
- Universidade Federal do Rio de Janeiro (UFRJ, Rio de Janeiro)
- Universidade Federal Fluminense (UFF, Niterói)
- Universidade Federal Rural do Rio de Janeiro (UFRRJ, Seropédica)
- Universidade Gama Filho (UGF, Rio de Janeiro)
- Universidade Veiga de Almeida (UVA)
- Universidade Católica de Petrópolis (UCP, Petrópolis)
- Universidade Santa Úrsula (USU)
- Universidade Severino Sombra (USS, Vassouras)

## Rio Grande do Norte
- Universidade Federal do Rio Grande do Norte (UFRN, Natal)
- Universidade do Estado do Rio Grande do Norte (UERN, Mossoró)
- Universidade Potiguar (UnP, Natal)
- Instituto Federal do Rio Grande do Norte (IFRN, Natal)

## Rio Grande do Sul
- Pontifícia Universidade Católica do Rio Grande do Sul (PUC-RS, Porto Alegre)
- Universidade Católica de Pelotas (UCPel, Pelotas)
- Universidade de Caxias do Sul (UCS, Caxias do Sul)
- Universidade de Passo Fundo (UPF, Passo Fundo)
- Universidade de Santa Cruz do Sul (UNISC)
- Universidade Federal de Ciências da Saúde de Porto Alegre (UFCSPA, Porto Alegre)
- Universidade do Vale do Rio dos Sinos (Unisinos)
- Universidade Federal do Rio Grande do Sul (UFRGS, Porto Alegre)
- Universidade Federal de Santa Maria (UFSM, Santa Maria)
- Universidade Luterana do Brasil (ULBRA)

## Rondônia
- Universidade Federal de Rondônia (UNIR, Porto Velho)

## Roraima
- Universidade Federal de Roraima (UFRR, Boa Vista)
- Universidade Estadual de Roraima (UERR)

## Santa Catarina
- Faculdade Luterana de Teologia (FLT, São Bento do Sul)
- Universidade do Estado de Santa Catarina (Udesc, Florianópolis)
- Universidade do Sul de Santa Catarina (Unisul)
- Universidade Federal de Santa Catarina (UFSC)
- Universidade da Região de Joinville Univille
- Universidade Regional de Blumenau (Blumenau)

## São Paulo
- Universität von São Paulo (USP, São Paulo)
- Päpstliche Katholische Universität von São Paulo (PUC-São Paulo)
- Universidade Federal de São Paulo (Unifesp)
- Universidade Paulista (Unip)
- Universidade Estadual Paulista (Unesp)
- Universidade Federal de São Carlos (UFSCar), São Carlos
- Pontifícia Universidade Católica de Campinas (PUC-Campinas), Campinas
- Universidade Estadual de Campinas (Unicamp), Campinas
- Universidade Católica de Santos, Santos
- Universidade Santa Cecilia, Santos
- Universidade Metodista de Piracicaba (Unimep)
- Universidade Metodista de São Paulo (Umesp)
- Universidade Presbiteriana Mackenzie (Mackenzie)
- Universidade Braz Cubas (UBC), Mogi das Cruzes
- Fundação Armando Alvares Penteado (College), São Paulo

## Sergipe
- Universidade Federal de Sergipe (UFSE)

## Tocantins
- Universidade Federal de Tocantins (UFTO)